# Melilli
Melilli is een gemeente in de Italiaanse provincie Syracuse (regio Sicilië) en telt 12.555 inwoners (31-12-2004). De oppervlakte bedraagt 136,0 km2, de bevolkingsdichtheid is 92 inwoners per km2. De naam Milili komt van het Berberse Malillah, een Berberstam.
De volgende frazioni maken deel uit van de gemeente: Città Giardino, Marina di Melilli, Villasmundo.

## Geografie
De gemeente ligt op ongeveer 310 m boven zeeniveau.
Melilli grenst aan de volgende gemeenten: Augusta, Carlentini, Priolo Gargallo, Siracusa, Sortino.